# Nepal na Letnich Igrzyskach Olimpijskich 2012
Nepal na Letnich Igrzyskach Olimpijskich 2012, które odbyły się w Londynie, reprezentowało 5 zawodników: dwóch mężczyzn i trzy kobiety. Był to dwunasty start reprezentacji Nepalu na letnich igrzyskach olimpijskich.

## Skład reprezentacji

### Lekkoatletyka
Mężczyźni
| Zawodnik        | Konkurencja   | Preeliminacje | Preeliminacje | Eliminacje | Eliminacje | Półfinał | Półfinał | Finał | Finał   |
| Zawodnik        | Konkurencja   | Wynik         | Miejsce       | Wynik      | Miejsce    | Wynik    | Miejsce  | Wynik | Miejsce |
| --------------- | ------------- | ------------- | ------------- | ---------- | ---------- | -------- | -------- | ----- | ------- |
| Tilak Ram Tharu | bieg na 100 m | 10,85         | 13.           | NQ         | NQ         | NQ       | NQ       | NQ    | NQ      |

Kobiety
| Zawodniczka   | Konkurencja   | Preeliminacje | Preeliminacje | Eliminacje | Eliminacje | Półfinał | Półfinał | Finał | Finał   |
| Zawodniczka   | Konkurencja   | Wynik         | Miejsce       | Wynik      | Miejsce    | Wynik    | Miejsce  | Wynik | Miejsce |
| ------------- | ------------- | ------------- | ------------- | ---------- | ---------- | -------- | -------- | ----- | ------- |
| Pramila Rijal | bieg na 100 m | 13,33         | 25.           | NQ         | NQ         | NQ       | NQ       | NQ    | NQ      |

### Pływanie
Mężczyźni
| Zawodnik            | Konkurencja          | Eliminacje | Eliminacje | Półfinał | Półfinał | Finał | Finał   |
| Zawodnik            | Konkurencja          | Czas       | Miejsce    | Czas     | Miejsce  | Czas  | Miejsce |
| ------------------- | -------------------- | ---------- | ---------- | -------- | -------- | ----- | ------- |
| Prasiddha Jung Shah | 50 m stylem dowolnym | 26,93      | 47.        | NQ       | NQ       | NQ    | NQ      |

Kobiety
| Zawodniczka   | Konkurencja           | Eliminacje | Eliminacje | Półfinał | Półfinał | Finał | Finał   |
| Zawodniczka   | Konkurencja           | Czas       | Miejsce    | Czas     | Miejsce  | Czas  | Miejsce |
| ------------- | --------------------- | ---------- | ---------- | -------- | -------- | ----- | ------- |
| Shreya Dhital | 100 m stylem dowolnym | 1:10,80    | 47.        | NQ       | NQ       | NQ    | NQ      |

### Strzelectwo
Kobiety
| Zawodniczka | Konkurencja               | Kwalifikacje | Kwalifikacje | Finał | Finał   |
| Zawodniczka | Konkurencja               | Wynik        | Pozycja      | Wynik | Pozycja |
| ----------- | ------------------------- | ------------ | ------------ | ----- | ------- |
| Sneh Rana   | karabin pneumatyczny 10 m | 383          | 54.          | NQ    | NQ      |